# 荒土村
荒土村（あらどむら）は福井県大野郡にあった村。現在の勝山市荒土町各町にあたる。

## 地理
- 山岳 ： 水無山
- 河川 ： 九頭竜川、野津又川

## 歴史
- 1889年（明治22年）4月1日 - 町村制の施行により、布市村、新保村、松ヶ崎村、松田村、田名部村、清水島村、北新在家村、別所村、細野村、細野口村、北宮地村、伊波村、妙金島村及び堀名中清水村の区域をもって、荒土村が発足する。
- 1954年（昭和29年）9月1日 - 勝山町、荒土村、村岡村、北郷村、北谷村、鹿谷村、遅羽村、平泉寺村及び野向村が合併して、勝山市が発足する。